# SS Norisle
Le Norisle était un ferry de passagers canadiens et véhicules. Ce bateau à vapeur, construit en 1946, faisait la route entre Tobermory et South-Baymouth (île Manitoulin) avec ses navires jumeaux Norgoma et Normac, pour la Owen Sound Transportation Company (en) établie à Owen Sound en Ontario (Canada).

## Historique
Norisle a été construit aux chantiers navals de Collingwood en 1946.  C'était le premier navire à vapeur construit au Canada après la fin de la Seconde Guerre mondiale. Le nom Norisle est dérivé de «Nor», une contraction de la région nord du lac Huron, et de «Isle», faisant référence à l'île Manitoulin. 
Ces moteurs ont en fait été conçus et construits pour une corvette de la Marine royale canadienne, mais à cause de la fin de la guerre, ils ont été placés dans le Norisle à la place. Ce sont maintenant les seuls moteurs de leur type qui existent encore aujourd'hui. Le navire avait deux portes à tribord avec une rampe qui permettait aux véhicules de monter et de descendre pendant son service de traversier. Il a navigué jusqu'en 1974, date à laquelle avec son sistership, le MS Norgoma, ils ont été remplacés par le Chi-Cheemaun (en), beaucoup plus grand et plus moderne et qui peut accueillir un nombre beaucoup plus important d'automobiles et de passagers.

### Préservation
Le Norisle est maintenant amarré en permanence au Assiginack Museum Complex sur l'île Manitoulin en tant que navire musée que les touristes peuvent visiter. Au cours des dernières années, il a également servi de terrain d'entraînement pour les cadets de la Marine canadienne.
Ces dernières années, le Norisle est tombé dans un état de délabrement. Le navire coulait lentement à cause de l'eau de pluie entrant par les évents de sa salle des machines et la cheminée principale. Cela a depuis été arrêté en plaçant des bâches sur eux. Les dirigeants de la ville prévoyaient de le remorquer jusqu'aux eaux profondes et de le faire couler comme site de plongée, mais ces plans ont été interrompus car un groupe de soutien pour le Norisle a été formé  en mars 2007, «Friends of the Norisle». Le groupe prévoit d'étudier la rénovation ou l'utilisation du navire pour des raisons avantageuses.
Depuis la S.S. Norisle Steamship Society a pris en charge le navire musée.